# محمد قيس
محمد قيس (16 يونيو 1987-) عارض أزياء وإعلامي لبناني

## حياته ومشواره المهني
ولد في بيروت لأسرة مسلمة، عندما أنهى دراسته الثانوية قام بدراسة التسويق والإعلام في الجامعة اللبنانية إضافة لتقديم عروضا للأزياء

### انطلاقته مع روتانا
بدأ مشواره على شاشة روتانا موسيقى عام 2005 حيث شارك بتقديم برنامج روتانا كافيه مع مجموعة من الشباب إنتقل بعدها البرنامج لمصر لينفتح على الجمهور المصري، بعدها عاد إلى لبنان لإستكمال دراسته
كما غطى أحداث السجادة الحمراء عند افتتاح محطة فوكس موفيز التابعة لروتانا

### عمله في إم تي في اللبنانية
عام 2008 إنتقل لمحطة إم تي في اللبنانية بعد أن تم إعادة افتتاحها استهلها بتقديم البرنامج الشبابي @mtv ومسابقة world next top model 2013,2014
تم إدراجه في لائحة أكثر 100رجل عربي إثارة لعام 2010
عام 2014 قدم جوائز الموريكس دورومهرجان الأغنية الشرقية بمواسمه السابع الثامن والتاسع  ومهرجان بياف إضافة للبرنامج الفني المنوع أغاني أغاني، عام 2012 قدم برنامج المسابقات الرمضاني  إنت قدها لثلاثة مواسم متتالية
كما قدم برنامج  Wrap up على شاشة دي أم تي في
غطى سهرات عيد الميلاد المجيد ورأس السنة على شاشة إم تي في
عام 2015 قدم برنامج الألعاب والترفيه سألوا مرتي المأخوذ عن نسخة عالمية
قدم برنامجا إذاعيا على إذاعة أغاني أغاني بعنوان بعز العجقة عام 2015 وثلاث حلقات من برنامج رقص النجوم
قدم على شاشة سما دبي برنامج المسابقات تحدي المهرجان في مهرجان دبي للتسوق 2015
في رمضان 2015 قدم برنامج المسابقات إنت قدا وفي رمضان 2016 قدم برنامج بعنون من جيلك على قناة إم تي في اللبنانية 
في أغسطس 2016 حاز على لقب أفضل مذيع لبناني وذلك بإستفتاء أجرته صحيفة الخليج 
في نوفمبر 2016 اختار قراء موقع “بصراحة” محمد قيس من بين مقدمي برامج المنوعات الأفضل ليلة الجمعة، وذلك بعدما أطلق الموقع استفتاءً حيث تنافس على مدار اسابيع محمد قيس في برنامج “اسألوا مرتي” (MTV)، الممثل وسام حنا ومقدم برنامج “حسابك عنا” شاشة (LBCI)، الممثل طوني عيسى ومقدم برنامج “أهلية بمحلية” شاشة (الجديد)، وقد حصد محمد قيس على أعلى نسبة تصويت وهو 62.31%، وسام حنا حصد المركز الثاني بنسبة تصويت وصلت إلى 24.23%، وطوني عيسى حصد المركز الثالث بنسبة تصويت وصلت إلى 13.46%.
في أبريل قدم حفل جوائز الموسيقى العربية بمشاركة رزان مغربي
في رمضان 2017 قدم برنامج «تركا علينا» في شوارع لبنان بحثاً عن قصص مشوقة الرابط بينها كلها سيارة يجدد محمد وميكانيكيو البرنامج شباب السيارات، التي تخبر قصصاً تحمل ألماً وضحكة من الواقع.
في أكتوبر 2019 قدم حلقات من برنامج من «لبنان ينتفض» وألقى الضوء على مجموعة من الأطفال المشاركين في الحراك ومطالبهم وتطلعاتهم. في مايو 2020  قدم برنامج ضحك وجد ولعب واستضاف فيه العديد من النجوموفي عام 2021 قدم برنامج الشيفرة على شبكة أوربت شوتايم
في يناير 2023 انتقل إلى الإمارات العربية المتحدة  للعمل في قناة المشهد وقدم برنامج "المشهد تاغ "مع هبة حيدري و "جيلنا غير"
وفي سبتمبر 2023 قدم برنامج "عندي سؤال"

### في التمثيل
- (2021): حكايتي[7]